# Pierre Corneille
Pierre Corneille (Rouen, 6 giugno 1606 – Parigi, 1º ottobre 1684) è stato un drammaturgo e scrittore francese, uno dei tre maggiori del XVII secolo, insieme a Molière e Racine.

## Biografia
Nacque a Rouen da una ricca famiglia borghese. I suoi genitori, Pierre e Marthe Le Pesant, si sposarono il 9 giugno 1602 ed ebbero otto figli: Vincent (n. 1603, morto bambino), Pierre, Marie (1609), Antoine (1611), Madeleine I (1618), Marthe (1623), Thomas (1624) e Madeleine II (1629). Il futuro drammaturgo ricevette il battesimo nella chiesa di Saint-Sauveur il 9 giugno 1606. Da giovane studiò presso il collegio gesuita di Rouen - il Collège Bourbon - e si appassionò subito allo studio degli stoici latini, mostrando spiccato interesse per Seneca.
Il 18 giugno 1624 entrò come avvocato al parlamento di Normandia. Intraprese studi di giurisprudenza secondo il volere del padre, ma non è noto dove li abbia compiuti; forse a Poitiers o a Caen, dal momento che Rouen non aveva una facoltà di legge. In ogni caso, la licenza era a quel tempo una semplice formalità, e non di rado bastava pagare i professori per ottenerla. Corneille mostrò però ben presto di non essere portato per la carriera forense. « Non ha mai parlato la lingua francese in modo sufficientemente corretto » e « la sua pronuncia non era del tutto pulita ». Inoltre, era sostanzialmente privo di capacità oratorie, sicché dopo aver sostenuto una sola causa abbandonò il mestiere, preferendo dedicarsi alla letteratura.
Nel 1626 assunse la carica di fabbriciere della parrocchia di Saint-Sauveur, sino a quel momento ricoperta dal padre ed esercitata con scrupolo da Corneille per quasi trent'anni.

### Gli esordi (la commedia)
Gli inizi della carriera teatrale furono caratterizzati da un esclusivo impegno nella "commedia eroica". Corneille esordì con Melita, la cui genesi non è mai stata chiarita. Secondo Fontenelle l'opera fu scritta nel 1625; è probabile, ma non venne rappresentata fino al mese di ottobre (o novembre) del 1629, quando il celebre capocomico Montdory la mise in scena senza successo all'hôtel de Bourgogne, a Parigi. La commedia ricevette invece un'accoglienza molto positiva in dicembre al Jeu de Paume de Berthault - in rue du Grenier-Saint-Lazare, nel quartiere del Marais -, dove la compagnia di Montdory si era nel frattempo trasferita. Seguirono la tragedia Clitandro (Clitandre, stagione 1630-1631), La vedova (La Veuve, stagione 1631-1632), La galleria del palazzo (La Galerie du Palais, stagione 1632-1633), La serva (La Suivante, stagione 1633-1634) e La piazza reale (La Place Royale, stagione 1633-1634), quasi tutti scritti per la compagnia di Montdory.
Negli anni '40 del XX secolo, la studiosa Elizabeth Fraser rinvenne una pastorale manoscritta, Alidor, ou l'Indifférent, che attribuì al giovane Corneille. La tesi non è stata dimostrata, ma ha raccolto consensi tra gli specialisti; molti personaggi e episodi dell'opera presentano, tra l'altro, similitudini con le commedie coeve. L'analisi stilistica e contenutistica suggerisce di situarne la composizione in una data precedente a Melita. Se Alidor fosse del drammaturgo di Rouen, costituirebbe un documento importante per ricostruire i suoi esordi teatrali.

### Le tragedie
La stagione 1634-1635 segnò anche un grande cambiamento nel teatro francese, con la rappresentazione della Sophonisbe di Jean Mairet, che incontrò un successo trionfale e rilanciò il genere tragico sulle scene francesi.

#### Il Cid

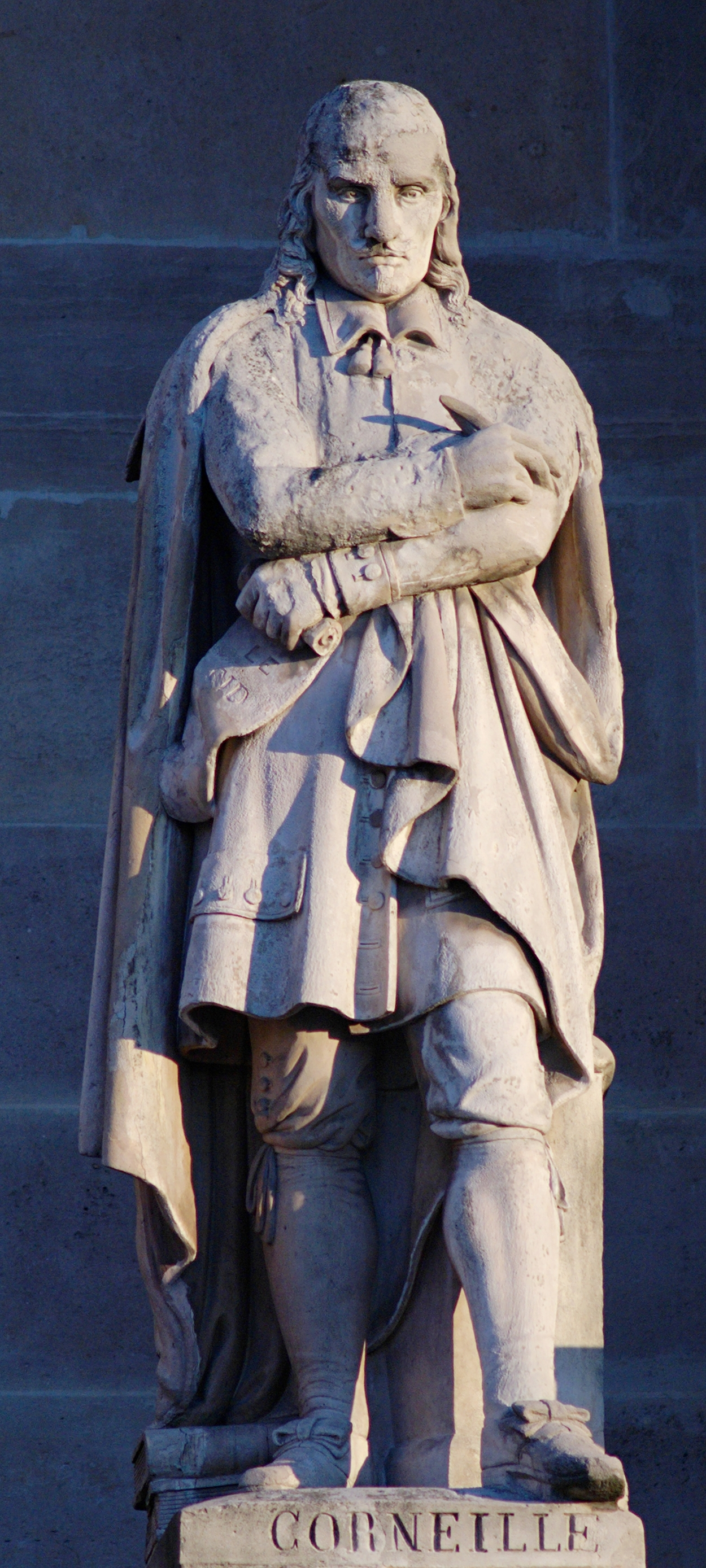
Statua di Pierre Corneille al Museo del Louvre

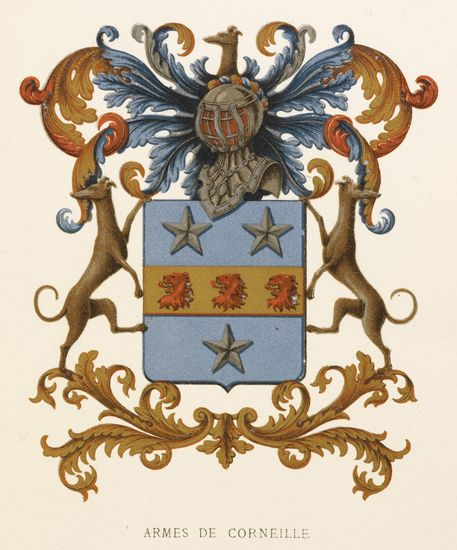
Stemma dei Corneille

Il Cid, rappresentato all'inizio del 1637, ritenuto tuttora il suo capolavoro assoluto, lo consacrò maggior poeta di teatro del suo tempo, prestigio in cui durerà, con intermittenze, non oltre il 1670, anno in cui comincia l'ascesa di Racine. Il re Luigi XIII lo premiò con un titolo nobiliare.
Ma il successo non fu affatto incontrastato: le novità dell'opera dispiacquero, e scoppiò una polemica (La querelle du Cid), nel corso della quale Georges de Scudéry, uno dei suoi rivali più titolati, lo accusò di plagio e d'inverosimiglianza («Non è per nulla verosimile che una fanciulla sposi l'assassino di suo padre»), mentre lo stesso Mairet gli si scagliò contro con diversi libelli, in cui in particolare lo accusa di non aver rispettato le tre unità di Aristotele. Corneille rispose con diversi libelli, tra cui l'Avvertimento al besanzonese Mairet (Advertissement au Besançonnois Mairet, 1637).
Negli anni a venire la sua produzione continuò, copiosa e spesso coronata da successo. In campo tragico sono da citare Orazio, ispirato alla storia romana (1640), Cinna (probabilmente nella stagione 1640-1641) e la tragedia cristiana Poliuto (stagione 1641-1642): con il Cid formano una sorta di "tetralogia", nella quale è esaltata la volontà, incarnata dall'eroe che non arretra di fronte al sacrificio di sé, come valore massimo.
La sua carriera drammatica lo vide impegnato in diversi generi: commedia, commedia eroica e tragedia; nel tempo cercò anche di rinnovarsi, ma il suo teatro rimase come diviso tra una produzione eroica fortemente tragica, in cui è invariabilmente esaltato il libero arbitrio e in cui anche i personaggi negativi, purché diano prova di energia, sono visti con simpatia, e una produzione comica in cui possono esprimersi più liberamente le tendenze centrifughe, sperimentali, stravaganti della sua arte, che in ambito comico ha moltissimi punti di contatto con il Barocco letterario europeo.
Alla fine del 1640 o all'inizio del 1641 (in ogni caso prima di maggio) sposò Marie de Lampérière, figlia di un militare. Siccome il padre della donna si opponeva al matrimonio, Corneille si era rivolto al cardinale Richelieu, il quale aveva interceduto in suo favore. Decise di stabilirsi nella natia Rouen pur soggiornando sovente a Parigi. La sua carriera di drammaturgo intanto continuò e, nel 1647, venne ammesso all'Académie française.
Una delle sue migliori commedie, Il bugiardo (Le Menteur), scritta nel 1643, influenzerà Goldoni e Molière. Seguirono molte tragedie, tra cui Rodoguna (1644) e Nicomede (1650), entrambe coronate da successo; mentre il pur pregevole Pertarito (1651-1652), evidentemente troppo inatteso, cadde.

### Gli ultimi anni: declino e morte
Cominciò il lento declino delle sue fortune presso la corte; furono anche gli anni duri e inquieti della Fronda. Abbandonò momentaneamente il teatro e si consacrò alla riflessione sulla sua arte e sul sistema teatrale, dando vita a tre Discorsi. Una sua traduzione dell'Imitazione di Cristo ebbe grande successo.
La sua vecchiaia fu triste e si ritrovò in difficoltà economiche nonostante Luigi XIV facesse rappresentare molto spesso i suoi drammi più famosi.
Proprio in quegli anni si imposero i lavori di Molière, inizialmente non graditi a Corneille, che si spinse in una dura polemica denominata querelle de l'Ecole des femmes. Col passare degli anni i due artisti instaurarono un buon rapporto amichevole, culminato con la collaborazione a tre, assieme a Philippe Quinault, per la pregevole opera Psyché.
Nel 1659 il ministro delle Finanze, Nicolas Fouquet, lo sovvenne economicamente esortandolo a tornare al teatro. Corneille obbedì, con forze ed entusiasmo disperato, con Edipo (1659), che segna l'inizio della sua ultima maniera, caratterizzata da un'eloquenza sempre più pomposa, da una messinscena sempre più macchinosa, e da un'amara considerazione della vita; gli eroi dell'ultima decina di tragedie che diede alle scene, tra cui Sertorio (1662) e Surena (1674), sono attempati e spesso angosciati di fronte al destino avverso.
Nel 1670 si trovò a confrontarsi direttamente con il giovane Jean Racine, la cui Berenice oscurò il suo Tito e Berenice. La frustrazione e la rabbia con cui vedeva ascendere l'astro del classicismo francese, il sempre minor prestigio di cui godevano le sue opere, appesantite da una retorica elaborata e sfarzosa, dalle immagini spesso tirate, a differenza di quella pura e perfettamente decantata del giovane rivale, gli avvelenarono gli ultimi anni di vita.
Morì a Parigi il 1º ottobre 1684 e la sua salma fu inumata nel coro della chiesa di Saint Roch.
Durante il XVIII secolo Corneille venne un po' trascurato, messo in ombra da Racine. Nel 1768 però l'astronomo e letterato francese Jean Sylvain Bailly dedicò un elogio a Corneille, l′Éloge de Corneille, che ottenne l′accessit al prix d'eloquence proposto dall'Accademia di Rouen. In esso Bailly rivalutò molto positivamente la figura di Corneille, anche e soprattutto in relazione a quella di Racine. Il biografo di Bailly, Arago scrive, a proposito dell'elogio: «Leggendo questo  lavoro possiamo rimanere un po' sorpresi dalla distanza immensa che il modesto, timido e sensibile Bailly pone tra il grande Corneille, il suo prediletto autore teatrale, e Jean Racine».
Anche i romantici rivalutarono Corneille per una maggiore affinità.

### Temi del teatro di Corneille
Onore, virtù, grandezza, valore sono temi delle tragedie di Corneille le quali rispettano le tre unità aristoteliche. Quattro virtù ideali sono rappresentate da quattro eroi: onore (Il Cid), patriottismo (Orazio), generosità (Cinna); santità (Poliuto). I personaggi delle tragedie di Corneille sono eroi, artefici del proprio destino, fuori del comune per estrazione sociale e forza morale. Hanno una volontà di ferro e la gloria è la legge alla quale il loro animo obbedisce fino a condurli,  dolorosamente, alla solitudine a causa della rinuncia alla felicità e ai valori comuni nella collettività. Corneille esalta quindi la libertà dell'uomo, il libero arbitrio  secondo quanto teorizzato dai gesuiti che si contrapponevano alla dottrina del giansenismo.
Dalla trama di varie opere, specialmente Il Cid e Poliuto, viene il concetto di dilemma corneliano, scelta obbligata tra due azioni che, entrambe, sono inevitabilmente destinate a ritocersi negativamente sul protagonista e su altri personaggi.

## Opere principali
- Melita (1630)
- Clitandro o l'innocenza perseguitata (1631)
- La vedova (1632)
- La galleria del palazzo (1633)
- La servente (1634)
- La piazza reale (1634)
- Medea (1635)
- L'illusione comica (1636)
- Il Cid (1636)
- Orazio (1640)
- Cinna o la clemenza d'Augusto (1641)
- Poliuto (1643)
- La morte di Pompeo (1644)
- Il bugiardo (1644)
- Rodoguna (1644)
- Teodoro (1646)
- Eraclio (1647)
- Andromeda (1650)
- Don Sancio d'Aragona (1650)
- Nicomede (1651)
- Pertarito (1652)
- L'imitazione di Gesù Cristo (1656)
- Edipo (1659)
- Sertorio (1662)
- Otone (1664)
- Agesilao (1666)
- Attila (1667)
- Tito e Berenice (1670)
- Psyché (1671)
- Pulcheria (1672)
- Surena (1674)

Traduzioni:
- Teatro. A cura di Maria Ortiz; introduzione di Giovanni Macchia. Sansoni, I grandi classici stranieri. Firenze, 1964.
  - Volume 1: Melita, Clitandro, La vedova, La galleria del palazzo, La servente, La piazza reale, Medea, L'illusione, Il Cid, Orazio, Cinna, Poliuto martire, Pompeo, Il bugiardo, Il seguito del bugiardo.
  - Volume 2.